# Luka Parkadse
Luka Parkadse (georgisch ლუკა პარკაძე; * 6. April 2005 in Tiflis) ist ein georgischer Fußballspieler.

## Karriere

### Verein
Parkadse begann seine Karriere beim FC Dinamo Tiflis. Am 13. August 2022 stand er erstmals im Profikader von Dinamo, kam aber noch nicht zum Einsatz. Am 18. August 2022 gab dann der deutsche Rekordmeister FC Bayern München die Verpflichtung des Mittelfeldspielers bekannt. Parkadse sollte nach seinem 18. Geburtstag zur Saison 2023/24 nach München wechseln.
Am 20. August 2022 gab er dann gegen den FC Dila Gori auch sein Profidebüt in der Erovnuli Liga. Bis zum Ende der Saison 2022 kam er zu drei Einsätzen in der höchsten georgischen Spielklasse, mit Dinamo wurde er Meister. Zu Beginn der Saison 2023 spielte er einmal für die Reserve Dinamos in der Erovnuli Liga 2, ehe er im März 2023 innerhalb der ersten Liga an den FC Gagra Tiflis verliehen wurde. Für Gagra kam er bis zur Sommerpause dreimal in der Erovnuli Liga zum Einsatz.
Im Sommer 2023 wechselte Parkadse dann wie geplant nach München, ehe er im August 2023 an den österreichischen Zweitligisten FC Admira Wacker Mödling verliehen wurde. Bei der Admira spielte er aber keine große Rolle, er kam nur zu einem Einsatz für die Profis in der 2. Liga. Nach der Rückkehr zu den Bayern spielt Parkadse als Gastspieler bei der SV Elversberg vor, er kam im Testspiel gegen die TSG 1899 Hoffenheim zum Einsatz. Zu einer Verpflichtung kam es aber nicht, Parkadse wurde im August 2024 an den Regionalligisten VSG Altglienicke weiterverliehen.

### Nationalmannschaft
Parkadse spielte zwischen Juni 2021 und März 2022 19 Mal für die georgische U-17-Auswahl. Zwischen April und Juni 2022 kam er dann dreimal im U-18-Team zum Einsatz. Im September 2022 debütierte er für die U-19-Mannschaft.